# Тышка Каленикович
Тышка (Тимофей) Каленикович Мишкович (1437/52 — около 1501) — киевский боярин, государственный деятель Великого княжества Литовского.
Родоначальник рода Тышкевичей, герба Лелива.
Внук Каленика Мишковича, которому великий князь Свидригайло Ольгердович передал сёла в Житомирском и Овручком поветах.
Тышка (Тимофей) Каленикович имел 6 или 7 сыновей, которые стали зваться по уменьшительному имени отца Тышковичами или Тишкевичами. Среди известных были:
- Борис (умер после 1498), женатый на Милохне Дашкович
- Лев (около 1490—1515)
- Василий (умер 1571), маршалок господарский (1546—1558), воевода подляшский (1558—1569) и смоленский (с 1569). В 1569 года получил от великого князя Сигизмунда II Августа титул графа «на Логойске и Бердичеве»[2].

- Гаврила (умер после 1546), женатый на Анастасии Сапеге
- Михаил (Михал) (1499—1549)
- Иван (Ян).